# Goniopsyllus brasiliensis
Goniopsyllus brasiliensis is een eenoogkreeftjessoort uit de familie van de Peltidiidae. De wetenschappelijke naam van de soort is voor het eerst geldig gepubliceerd in 2000 door Huys & Conroy-Dalton.